# Cymothoa recta
Cymothoa recta är en kräftdjursart som beskrevs av James Dwight Dana 1853. Cymothoa recta ingår i släktet Cymothoa och familjen Cymothoidae. Inga underarter finns listade i Catalogue of Life.